# María Ángeles Cabré
Mª Ángeles Cabré (Barcelona, 1968) es  una escritora, crítica literaria española, directora del Observatorio Cultural de Género.

## Biografía
Licenciada en Filología Hispánica por la Universidad de Barcelona y Master en Humanidades (Literatura Comparada) por la Universidad Pompeu Fabra de Barcelona.
Desde 1990 trabaja en el sector editorial y desde 1994 ejerce la crítica literaria. Ha colaborado en diversos medios, como Lateral, Quimera, La Vanguardia, El País, la revista Letras Libres y la revista M-arte y cultura visual. También en Radio 4 (RNE), donde colaboró en el programa cultural Wonderland. Actualmente publica artículos en el diario ARA.
Especializada en la literatura escrita por mujeres y en mujeres y cultura, imparte conferencias y organiza actividades relacionadas con estos ámbitos. En 2013 puso en marcha el Observatori Cultural de Gènere (OCG), que dirige, dedicado a incentivar la igualdad de género en la cultura.

## Obra
Ha publicado poemas, novelas, relatos, ensayos, antologías y biografía. 

### Prosa
Es autora de la novela El silencio (2008) y de algunos relatos publicados en antologías.
Ha publicado una biografía, Gabriel Ferrater (2002) y los ensayos Leer y escribir en femenino (2013), A contracorriente. Escritoras a la intemperie del siglo XX (2015) y Wonderwomen. 35 retratos de mujeres fascinantes (2016), María Luz Morales. Pionera del Periodismo (2017), Miralls creuats: Roig/Capmany (2017) y, en colaboración con Toni Galmés, LILA. Historia gráfica de una lucha (2019). Su último libro es El llarg viatge de les dones. Feminisme a Catalunya (2020).
Ha participado en el volumen colectivo dirigido por Silvia Bermúdez y Roberta Johnson A New History of Iberian Feminism (Toronto Press, 2018).
El diario El País, contiene un directorio de los artículos publicados por Cabré en este medio.
El repositorio Dialnet recoge parte de su obra.

### Poesía
Ha publicado los libros Gran amor (prólogo de Cristina Peri Rossi; 2011) y Si se calla el cantor (prólogo de Francisco Ferrer Lerín; 2012). 
Fue seleccionada en la antología Correspondencias. Una antología de poesía contemporánea LGTB española (Egales, 2017).

### Traducción
En su faceta de traductora, está especializada en literatura italiana contemporánea y ha traducido a autores que van de Beppe Fenoglio o Fleur Jaeggy a Niccolò Ammaniti o Federico Moccia. Como traductora de poesía ha publicado al poeta italiano Eugenio Montale, la Poesía completa de Oscar Wilde y la poesía completa de Gabriel Ferrater. De Oscar Wilde ha traducido asimismo al catalán La balada de la presó de Reading. L’Esfinx. 

### Edición
Como antóloga es autora de dos libros de aforismos: Sobre el arte y el artista, de Oscar Wilde, y Migajas sentenciosas, de Francisco de Quevedo. También firma la antología de textos feministas de Montserrat Roig Som una ganga.
Se ha ocupado de edición de Alguien a quien conocí, de María Luz Morales. 

## Obras
- Gabriel Ferrater (Omega, 2002)
- El silencio (Caballo de Troya, 2008)
- Gran amor (Egales, 2011)
- Si se calla el cantor (Libros de la Frontera, 2012)
- Leer y escribir en femenino (Aresta, 2013)[10]
- A contracorriente. Escritoras a la intemperie del siglo XX (Elba, 2015)
- Wonderwomen. 35 retratos de mujeres fascinantes" (SD Edicions, 2016)
- María Luz Morales. Pionera del periodismo (Libros de Vanguardia, 2017)[11]
- Miralls creuts: Roig/Capmany (Pagès Editors, 2017)
- LILA. Historia gráfica de una lucha/LILA. Història gràfica d'una lluita (Comanegra, 2019)
- El llarg viatge de les dones. Feminisme a Catalunya (Edicions 62, 2020)

## Ediciones
- Sobre el arte y el artista de Oscar Wilde (DVD Ediciones, 2000; Elba, 2020)
- Alguien a quien conocí de María Luz Morales (Editorial Renacimiento, 2019)
- Migajas sentenciosas de Francisco de Quevedo (Círculo de Lectores, 2004; Espasa-Calpe, 2007)
- Som una ganga de Montserrat Roig (Editorial Comanegra, 2020)

## Algunas traducciones
- Diario póstumo de Eugenio Montale (Barcelona, Ediciones de la Rosa Cúbica, 1999)
- Satura de Eugenio Montale (Montblanc, Icaria, 2000)
- Poesía completa de Oscar Wilde (Barcelona, DVD Ediciones, 1999)
- La balada de la presó de Reading. L’Esfinx de Oscar Wilde (Barcelona, DVD Ediciones, 2000)
- Las mujeres y los días de Gabriel Ferrater (Barcelona, Lumen,  2002)
- Vidas conjeturales de Fleur Jaeggy (Barcelona, Alpha Decay, 2013)
- El dedo en la boca de Fleur Jaeggy (Barcelona, Alpha Decay, 2014)
- Las estatuas de agua de Fleur Jaeggy (Barcelona, Alpha Decay, 2015)